# 775
Évszázadok: 7. század – 8. század – 9. század
Évtizedek: 720-as évek – 730-as évek – 740-es évek – 750-es évek – 760-as évek – 770-es évek – 780-as évek – 790-es évek – 800-as évek – 810-es évek – 820-as évek
Évek: 770 – 771 – 772 – 773 –  774 – 775 – 776 – 777 – 778 – 779 – 780

## Események

### Európa
- V. Kónsztantinosz bizánci császár hadjáratra indul a bolgárok ellen. Eközben megbetegszik, lába elfekélyesedik és útban visszafelé, 57 éves korában meghal. Utóda 25 éves, tüdőbeteg fia, IV. León (anyja származása után a "Kazár").
- Nagy Károly a frank határvidéket fosztogató szászok ellen indít hadjáratot. Újjáépíti az elpusztított Eresburg erődjét, majd a Weser folyóig nyomul előre, ahol csatában veri meg a szászokat.
- Meghal I. Ciniod pikt király. Utóda II. Alpín.

### Abbászida Kalifátus
- A kalifa csapatai a bagrevandi csatában döntő győzelmet aratnak az előző évben fellázadt örmények ellen. Az ezt követő megtorlásban számos örmény főnemesi családot (mint pl. az eddig domináns Mamikonjanokat) kiirtanak vagy megfosztják őket birtokaiktól.
- Októberben 61 éves korában meghal a Bagdadot alapító al-Manszúr kalifa. Utóda fia, al-Mahdí. A gyorsan gyarapodó Bagdad becslések szerint ekkor már a világ legnagyobb városa.

## Születések
- Metzi Amalarius, frank teológus
- Ebbo, reimsi érsek
- Einhard, frank történetíró
- V. León, bizánci császár
- Rotrude, Nagy Károly lánya
- Táhir ibn al-Huszajn, arab hadvezér
- Theodoszia, V. León felesége

## Halálozások
- szeptember 14. – V. Kónsztantinosz, bizánci császár
- október 6. – al-Manszúr, abbászida kalifa
- I. Ciniod, pikt király
- Kibi no Makibi, japán államférfi

## Fordítás
- Ez a szócikk részben vagy egészben  a(z)   775 című angol Wikipédia-szócikk ezen változatának fordításán alapul.  Az eredeti cikk szerkesztőit annak laptörténete sorolja fel. Ez a jelzés csupán a megfogalmazás eredetét és a szerzői jogokat jelzi, nem szolgál a cikkben szereplő információk forrásmegjelöléseként.